# Chesjvan
Chesjvan (Hebreeuws: חֶשְׁוָן) is de tweede maand van het joodse jaar en telt 29 of 30 dagen.
Deze maand valt ongeveer samen met de tweede helft van oktober en de eerste helft van november van de algemene of gregoriaanse kalender.
In de maand chesjvan vallen geen feesten of treurdagen.